# Bulgarije op de Olympische Winterspelen 2018
Bulgarije was een van de deelnemende landen aan de Olympische Winterspelen 2018 in Pyeongchang, Zuid-Korea.

## Deelnemers en resultaten

### Alpineskiën
| Olympiër (deelname) | Onderdeel        | Resultaat | Prestatie                                                          |
| ------------------- | ---------------- | --------- | ------------------------------------------------------------------ |
| Albert Popov        | reuzenslalom (m) | 28e       | run 1: 1.12,39 (34e) 2e run: 1.11,21 (22e) totaal: 2.23,60 (+5,56) |
| Albert Popov        | slalom (m)       | DNF       | 1e run: niet gefinisht                                             |
| Kamen Zlatkov       | reuzenslalom (m) | DNF       | run 1: 1.17,65 (59e) run 2: niet gefinisht                         |
| Kamen Zlatkov       | slalom (m)       | DNF       | 1e run: niet gefinisht                                             |
|                     |                  |           |                                                                    |
| Maria Kirkova (4)   | reuzenslalom (v) | 40e       | run 1: 1.18,39 (46e) run 2: 1.14,38 (37e) totaal: 2.32,77 (+12,75) |
| Maria Kirkova (4)   | slalom (v)       | 35e       | run 1: 54,87 (41e) run 2: 54,14 (35e) totaal: 1.49,01 (+10,38)     |

### Biatlon
| Olympiër (deelname)                                                | Onderdeel          | Resultaat | Prestatie                                  |
| ------------------------------------------------------------------ | ------------------ | --------- | ------------------------------------------ |
| Krasimir Anev (3)                                                  | individueel (m)    | 25e       | 50.41,8 (+2.38,0) pen.: 1 (0 + 0 + 0 + 1)  |
| Krasimir Anev (3)                                                  | sprint (m)         | 37e       | 25.08,8 (+1.30,0) pen.: 2 (1 + 1)          |
| Krasimir Anev (3)                                                  | achtervolging (m)  | 45e       | 37.57,9 (+5.06,2) pen.: 5 (0 + 0 + 3 + 2)  |
| Dimitar Gerdzhikov                                                 | individueel (m)    | 43e       | 52.12,0 (+4.08,2) pen.: 3 (2 + 0 + 1 + 0)  |
| Dimitar Gerdzhikov                                                 | sprint (m)         | 81e       | 26.47,9 (+3.09,1) pen.: 4 (2 + 2)          |
| Vladimir Iliev (3)                                                 | individueel (m)    | 19e       | 50.25,9 (+2.22,1) pen.: 3 (0 + 1 + 1 + 1)  |
| Vladimir Iliev (3)                                                 | sprint (m)         | 54e       | 25.42,7 (+2.03,9) pen.: 4 (0 + 4)          |
| Vladimir Iliev (3)                                                 | achtervolging (m)  | 46e       | 38.08,7 (+5.17,0) pen.: 7 (1 + 3 + 2 + 1)  |
| Anton Sinapov                                                      | individueel (m)    | 71e       | 54.48,4 (+6.44,6) pen.: 5 (0 + 2 + 0 + 3)  |
| Anton Sinapov                                                      | sprint (m)         | 56e       | 25.47,9 (+2.09,1) pen.: 3 (2 + 1)          |
| Anton Sinapov                                                      | achtervolging (m)  | 60e       | 40.49,1 (+7.57,4) pen.: 8 (0 + 1 + 3 + 4)  |
| Krasimir Anev Dimitar Gerdzhikov Vladimir Iliev Anton Sinapov      | estafette          | 16e       | LAP                                        |
|                                                                    |                    |           |                                            |
| Daniela Kadeva                                                     | individueel (v)    | 53e       | 46.52,7 (+5.45,5) pen.: 3 (0 + 0 + 1 + 2)  |
| Daniela Kadeva                                                     | sprint (v)         | 72e       | 24.39,2 (+3.33,0) pen.: 3 (2 + 1)          |
| Stefani Popova                                                     | individueel (v)    | 77e       | 50.20,3 (+9.13,1) pen.: 5 (1 + 0 + 2 + 2)  |
| Desislava Stoyanova (2)                                            | individueel (v)    | 79e       | 50.25,9 (+9.18,7) pen.: 7 (2 + 2 + 2 + 1)  |
| Desislava Stoyanova (2)                                            | sprint (v)         | 76e       | 24.54,3 (+3.48,1) pen.: 5 (2 + 3)          |
| Milena Todorova                                                    | sprint (v)         | 84e       | 25.33,6 (+4.27,4) pen.: 2 (1 + 1)          |
| Emilia Yordanova                                                   | individueel (v)    | 82e       | 50.56,3 (+9.49,1) pen.: 6 (4 + 0 + 1 + 1)  |
| Emilia Yordanova                                                   | sprint (v)         | 60e       | 23.50,0 (+2.43,8) pen.: 1 (1 + 0)          |
| Emilia Yordanova                                                   | achtervolging (v)  | 55e       | 37.04,3 (+6.29,0) pen.: 6 (2 + 1 + 3 + 0)  |
| Daniela Kadeva Stefani Popova Desislava Stoyanova Emilia Yordanova | estafette (v)      | 16e       | 1:14.38,0 (+2.34,6) pen.: 11 (1 + 3 1 + 6) |
|                                                                    |                    |           |                                            |
| Emilia Yordanova Daniela Kadeva Krasimir Anev Vladimir Iliev       | gemengde estafette | 17e       | 1:12.31,7 (+3.57,4) pen.: 11 (0 + 7 0 + 4) |

### Langlaufen
| Olympiër (deelname)                | Onderdeel                 | Resultaat | Prestatie                           |
| ---------------------------------- | ------------------------- | --------- | ----------------------------------- |
| Yordan Chuchuganov                 | sprint (m)                | 68e       | kwalificatie: 3.32,62 (+24,08)      |
| Yordan Chuchuganov                 | 15 km vrije stijl (m)     | 95e       | 40.39,6 (+6.55,7)                   |
| Veselin Tsinzov (3)                | sprint (m)                | 59e       | kwalificatie: 3.28,19 (+19,65)      |
| Veselin Tsinzov (3)                | 15 km vrije stijl (m)     | 36e       | 36.17,3 (+2.33,4)                   |
| Veselin Tsinzov (3)                | 50 km klassieke stijl (m) | DNF       | niet gefinisht                      |
| Yordan Chuchuganov Veselin Tsinzov | teamsprint (m)            | 12e       | halve finale-2: 17.13,12 (+1.28,15) |
|                                    |                           |           |                                     |
| Antoniya Grigorova (3)             | sprint (v)                | 66e       | kwalificatie: 3.59,77 (+51,03)      |
| Antoniya Grigorova (3)             | 10 km vrije stijl (v)     | 66e       | 29.32,8 (+4.32,3)                   |

### Rodelen
| Olympiër      | Onderdeel | Resultaat | Prestatie |
| ------------- | --------- | --------- | --- |
| Pavel Angelov | mannen    | 37e       | run 1: 51,569 (+3,917) (37e) run 2: 49,449 (+1,824) (36e) run 3: 50,094 (+2,560) (39e) totaal: 2.31,112 (+8,253) |

### Schansspringen
| Olympiër (deelname)    | Onderdeel          | Resultaat | Prestatie |
| ---------------------- | ------------------ | --------- | --- |
| Vladimir Zografski (2) | normale Schans (m) | 14e       | kwalificatie: 118,8 pnt. (98,5 m) (17e) finale: 226,5 pnt. (101,5 m en 108,5 m)                                        |
| Vladimir Zografski (2) | grote schans (m)   | 36e       | kwalificatie: 94,3 pnt. (123,0 m) (31e) finale, 1e sprong: 105,9 pnt. (119,5 m) finale, 2e sprong: niet gekwalificeerd |

### Snowboarden
| Olympiër (deelname)   | Onderdeel                | Resultaat | Prestatie                                                             |
| --------------------- | ------------------------ | --------- | --------------------------------------------------------------------- |
| Radoslav Yankov (2)   | parallelreuzenslalom (m) | 19e       | kwalificatie: 1.26,04 (43,48 + 42,56)                                 |
|                       |                          |           |                                                                       |
| Aleksandra Jekova (4) | snowboardcross (v)       | 6e        | kwalificatie: 1.20,34 kwartfinale-1: 1e halve finale-1: 3e finale: 6e |
| Teodora Pentcheva     | parallelreuzenslalom (v) | 27e       | kwalificatie: 1.38,63 (49,01 + 49,62)                                 |